# ロシア大公一覧

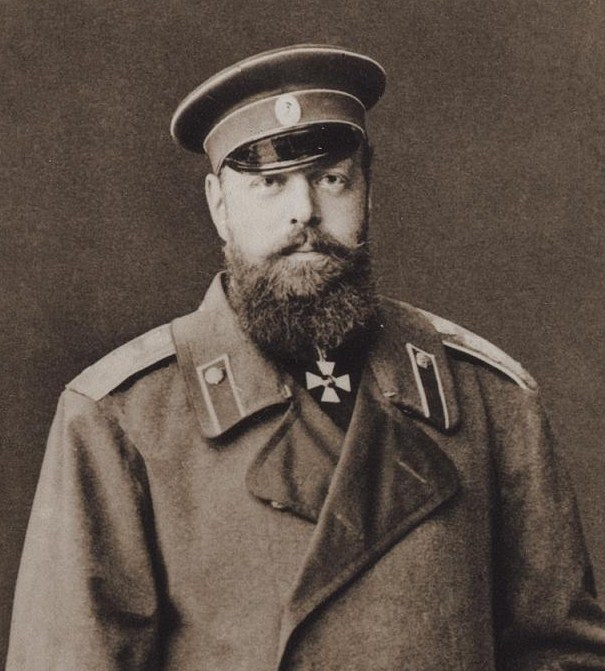
アレクサンドル3世は、ロシア大公の称号に関する規定に重要な修正を加えた

以下はロシア帝室の成員のうち、ヴェリーキー・クニャージ（ロシア語:Великий князь）の称号を許された人物の一覧である。ヴェリーキー・クニャージは日本語では「大公」に相当する。その他、英語では「Grand Duke」と訳されることが多いものの、「Grand Prince」の方がより正確な訳語といえる。この儀礼称号はロシア皇帝の男系子孫のみに許される称号であり、殿下（His Imperial Highness）の称号と一緒に授けられた。ロシア大公は主権者ではないが、ロシア帝国を統べる一族に属し、帝国の支配者の一員とみなされていた。

## 概要

### 大公位の成立
スラヴ語起源のロシア語「クニャージ（князь）」あるいはバルト語起源のリトアニア語「クニガイティス（kunigaitis）」は、現在は普通「公」と訳されているが、実際には王と同種の意味であった。つまり、主権者としての「ヴェリーキー・クニャージ」は「大公爵」というより「大王」「大君主」に近い。
大公の称号は9世紀のキエフ・ルーシの支配者たちが名乗ったことに始まる。中世のルーシ（ロシアもその構成地域の一つであった）では既に、リューリク王朝に属する複数の支配者が同時に大公の称号を使用しており、加えてリトアニアのゲディミナス王朝の支配者たちも同種の称号を使用していた。
その後、大公の称号は帝政ロシアの皇族の儀礼称号として使われるようになった。すでに16世紀から、君主号としての大公の称号はツァーリに取って代わられ、17世紀には主権者を指す称号では完全に無くなっていた。ロシアの主権者で大公を称した人物に関しては、ロシア君主一覧に記載されている。
大公の称号付与には、本来は明確な規定など存在しなかった。大公の称号を有する者が、自分の相続者にこれを与えることで受け継がれていただけだったのである。19世紀に入る以前のロシア帝室は、男子の成員が2人あるいは1人という状況が長く続き、帝位継承は恒常的に不安定だった。大公を名乗れる男子の成員は数少なかった。エリザヴェータ・ペトロヴナ女帝は、帝室に男子が一人もいなくなると、帝室の男系子孫ではない自分の姉の息子（ピョートル3世）に皇族の資格と大公の身分を与えて後継者にした。

### 称号付与の厳格化
ニコライ1世に男子が多く生まれると、大公の数は急に増え始めた。このおかげで、ロシアはかつての帝位継承が常に危ぶまれ、国家が不安定になる状況から抜けだすことが出来た。大公を名乗る権利は皇帝の男系子孫であれば生じ、当初は何の制限も設けられていなかった。しかし大公の人数が20人をこえた1880年代になると、時の皇帝アレクサンドル3世はその数が多すぎると感じるようになった。これ以後も全ての男系男子に大公の称号を許せば、帝室の権威と大公という称号の重みは低下してしまう、と皇帝は考えたのである。
アレクサンドル3世は1886年7月14日（ユリウス暦7月2日）に、ロシア帝室の家内法に以下の修正条項を盛り込ませた。大公は今後、皇帝の息子と男系孫にのみ許される称号とし、大公女（大公妃）の称号に関してもこれに合わせて皇帝の娘と男系の孫娘、および大公の正式な配偶者のみが有する。
アレクサンドル3世の布告により、生後9日の新生児が大公の称号を名乗る権利を失った。イオアン・コンスタンチノヴィチ（1886年 - 1918年）である。このように、ロシア皇族でも皇帝から血統的に見て遠い場合（皇帝の曾孫以下の直系卑属の場合）、その人物は大公の称号を名乗る資格を持たず、「皇帝の血を引く公」（クニャージ・インペラトルスコイ・クロヴィ、Князь императорской крови）とされ、「公」あるいは「ロシア公」の称号で呼ばれた。イオアン・コンスタンチノヴィチは、出生時には有していた大公の称号をアレクサンドル3世の布告により失った唯一のロシア皇族である。アレクサンドル3世の娘クセニア・アレクサンドロヴナの子供たち、つまりアレクサンドル3世自身の孫たちも、この規定によって生まれながらの大公の称号を持てなかった。彼らは男系血統でいえばニコライ1世の曾孫に「過ぎず」、大公を名乗ることの出来る世代から1世代離れていた。

### 大公の消滅
大公の数は修正条項の存在以外の理由でも減少し始めた。革命以前の30年に、大公の称号を有する皇族男子は2人しか生まれなかった。革命後は、特に貴賤結婚のせいで帝室の成員と呼べる者の数は著しく減った。1918年以後、それまでのロシア皇帝の息子ないし男系孫として大公を名乗る資格のある者は1人も生まれていない。そして、アレクサンドル3世の修正条項が加えられた結果、完全に争う余地なくロシア大公を名乗ることのできるロシア帝室の末裔は、現在1人も存在しない。

## ホルシュタイン＝ゴットルプ＝ロマノフ家のロシア大公
| 名前                                 | 父親                                 | 生年           | 没年             | 付記                                                        |
| ------------------------------------ | ------------------------------------ | -------------- | ---------------- | ----------------------------------------------------------- |
| ピョートル・フョードロヴィチ         | カール・フリードリヒ                 | 1728年2月21日  | 1762年7月17日    | 1762年にピョートル3世として帝位を継承                       |
| パーヴェル・ペトロヴィチ             | ピョートル・フョードロヴィチ         | 1754年10月1日  | 1801年3月23日    | 1796年にパーヴェル1世として帝位を継承                       |
| アレクサンドル・パヴロヴィチ         | パーヴェル・ペトロヴィチ             | 1777年12月23日 | 1825年12月1日    | 1801年にアレクサンドル1世として帝位を継承                   |
| コンスタンチン・パヴロヴィチ         | パーヴェル・ペトロヴィチ             | 1779年5月8日   | 1831年6月27日    |                                                             |
| ニコライ・パヴロヴィチ               | パーヴェル・ペトロヴィチ             | 1796年7月6日   | 1855年3月2日     | 1825年にニコライ1世として帝位を継承                         |
| ミハイル・パヴロヴィチ               | パーヴェル・ペトロヴィチ             | 1798年2月8日   | 1849年9月9日     |                                                             |
| アレクサンドル・ニコラエヴィチ       | ニコライ・パヴロヴィチ               | 1818年4月17日  | 1881年3月13日    | 1855年にアレクサンドル2世として帝位を継承                   |
| コンスタンチン・ニコラエヴィチ       | ニコライ・パヴロヴィチ               | 1827年9月27日  | 1892年1月29日    |                                                             |
| ニコライ・ニコラエヴィチ             | ニコライ・パヴロヴィチ               | 1831年8月8日   | 1891年4月25日    |                                                             |
| ミハイル・ニコラエヴィチ             | ニコライ・パヴロヴィチ               | 1832年10月25日 | 1909年12月18日   |                                                             |
| ニコライ・アレクサンドロヴィチ       | アレクサンドル・ニコラエヴィチ       | 1843年9月20日  | 1865年4月24日    |                                                             |
| アレクサンドル・アレクサンドロヴィチ | アレクサンドル・ニコラエヴィチ       | 1845年3月10日  | 1894年11月1日    | 1881年にアレクサンドル3世として帝位を継承                   |
| ウラジーミル・アレクサンドロヴィチ   | アレクサンドル・ニコラエヴィチ       | 1847年4月22日  | 1909年2月17日    |                                                             |
| アレクセイ・アレクサンドロヴィチ     | アレクサンドル・ニコラエヴィチ       | 1850年1月14日  | 1908年11月14日   |                                                             |
| ニコライ・コンスタンチノヴィチ       | コンスタンチン・ニコラエヴィチ       | 1850年2月14日  | 1918年1月14日    |                                                             |
| ニコライ・ニコラエヴィチ             | ニコライ・ニコラエヴィチ             | 1856年11月18日 | 1929年1月5日     |                                                             |
| セルゲイ・アレクサンドロヴィチ       | アレクサンドル・ニコラエヴィチ       | 1857年5月10日  | 1905年2月17日    |                                                             |
| コンスタンチン・コンスタンチノヴィチ | コンスタンチン・ニコラエヴィチ       | 1858年8月22日  | 1915年1月15日    |                                                             |
| ニコライ・ミハイロヴィチ             | ミハイル・ニコラエヴィチ             | 1859年4月26日  | 1919年1月30日    | 銃殺                                                        |
| ドミトリー・コンスタンチノヴィチ     | コンスタンチン・ニコラエヴィチ       | 1860年1月13日  | 1919年1月30日    | 銃殺                                                        |
| パーヴェル・アレクサンドロヴィチ     | アレクサンドル・ニコラエヴィチ       | 1860年10月11日 | 1919年1月30日    | 銃殺                                                        |
| ミハイル・ミハイロヴィチ             | ミハイル・ニコラエヴィチ             | 1861年10月16日 | 1929年4月29日    | 亡命ののち狂死                                              |
| ヴャチェスラフ・コンスタンチノヴィチ | コンスタンチン・ニコラエヴィチ       | 1862年7月13日  | 1879年2月27日    |                                                             |
| ゲオルギー・ミハイロヴィチ           | ミハイル・ニコラエヴィチ             | 1863年8月23日  | 1919年1月30日    | 銃殺                                                        |
| ピョートル・ニコラエヴィチ           | ニコライ・ニコラエヴィチ             | 1864年1月22日  | 1931年6月17日    | 亡命                                                        |
| アレクサンドル・ミハイロヴィチ       | ミハイル・ニコラエヴィチ             | 1866年4月13日  | 1933年2月26日    | 亡命                                                        |
| ニコライ・アレクサンドロヴィチ       | アレクサンドル・アレクサンドロヴィチ | 1868年5月6日   | 1918年7月17日    | 1894年にニコライ2世として帝位を継承。銃殺                   |
| アレクサンドル・アレクサンドロヴィチ | アレクサンドル・アレクサンドロヴィチ | 1869年6月7日   | 1870年5月2日     |                                                             |
| セルゲイ・ミハイロヴィチ             | ミハイル・ニコラエヴィチ             | 1869年10月7日  | 1918年7月17/18日 | 銃殺                                                        |
| ゲオルギー・アレクサンドロヴィチ     | アレクサンドル・アレクサンドロヴィチ | 1871年5月6日   | 1899年8月9日     |                                                             |
| アレクサンドル・ウラジーミロヴィチ   | ウラジーミル・アレクサンドロヴィチ   | 1875年8月31日  | 1877年3月16日    |                                                             |
| アレクセイ・ミハイロヴィチ           | ミハイル・ニコラエヴィチ             | 1875年12月28日 | 1895年3月1日     |                                                             |
| キリル・ウラジーミロヴィチ           | ウラジーミル・アレクサンドロヴィチ   | 1876年9月30日  | 1938年10月13日   | 亡命                                                        |
| ボリス・ウラジーミロヴィチ           | ウラジーミル・アレクサンドロヴィチ   | 1877年11月24日 | 1943年11月9日    |                                                             |
| ミハイル・アレクサンドロヴィチ       | アレクサンドル・アレクサンドロヴィチ | 1878年11月22日 | 1918年7月13日    | 1917年にミハイル2世として短期間かつ名目的に帝位を継承。銃殺 |
| アンドレイ・ウラジーミロヴィチ       | ウラジーミル・アレクサンドロヴィチ   | 1879年5月14日  | 1956年10月30日   | 亡命                                                        |
| ドミトリー・パヴロヴィチ             | パーヴェル・アレクサンドロヴィチ     | 1891年9月18日  | 1941年3月5日     | 亡命                                                        |
| アレクセイ・ニコラエヴィチ           | ニコライ・アレクサンドロヴィチ       | 1904年8月12日  | 1918年7月17日    | 銃殺                                                        |